# Лабач
Ла́бач — село в Україні, у Золочівському районі Львівської області. Населення становить 52 особи. Орган місцевого самоврядування — Буська міська рада.

## Історична довідка
Хутір Лабач — один із шести, які були підпорядковані Соколівській сільській Раді Буського району Львівської області.
За матеріалами узагальненими М. В. Гриценком читаємо, що прадіди і діди, які тут проживали, вимовляли назву його не інакше, як Лабаць, назва ця — старослов'янська. Як підтвердження слід порівняти зафіксовану у першоджерелах, науковій літературі, назву древнього поліського міста Овруць (тепер місто Овруч Житомирської області). Подібне закінчення має сусідній із Лабачем хутір Стриганець.
У граматиці відбулись зміни. Наступна приголосна алфавіту з часом змінила свою попередницю, і такий правопис став письмовою літературною нормою. Для української мови слова із суфіксальними закінченнями -ач, -яч, -уч, -юч, як правило, мають тверде закінчення. Наприклад: місто Гадяч, місто Любач, місто Овруч, хутір Лабач. Натомість, для слів, назв міст, населених пунктів із закінченням -ец властиве пом'якшення (в кінці «ь»). Наприклад: жнець, кравець, місто Корець, хутір Стригунець. В усній мові старожилів старослов'янська назва збереглась.
Щодо топоніміки хутора існують різні думки, докази і тлумачення вчених, істориків, краєзнавців. Так, вчитель місцевоі школи М. Л. Стирська відшукала у львівських архівах «Привілеї» польського власника Бродів С. Конєцпольського, датовані 16 травня 1646 року, як намір заснувати місто Соколів на спадковім бродськім ґрунті у Руському воєводстві. Однак, місцевий краєзнавець П. Зробок доводить, що на околиці теперішньої Соколівки князь Святополк ще в 1060 році збудував дерев'яний замок, спалений монголо-татарами в 1244 році. Враховуючи шлюб Святополка з дочкою польського короля Болеслава Хороброго Мариною, близьким до назви хутора є польське слово «Labenzь» (Лабенць), яке означає «лебідь».
Іншої думки щодо топоніміки вчений Р. І. Баранський. Спираючись на знахідки доктора геологічних наук З. В. Залуцького неподалік цієї місцевості знарядь праці кам'яної доби, він висуває думку, що назва Лабач отримана від лапачів. Так називали мисливців, які заганяли звірів у заздалегідь підготовлені пастки. Назва могла виникнути (що найімовірніше) від слова «Лаба» (Літературне «лапа» водоплавної птиці, звірів в тому числі водяних хутрових). Первинна форма цього слова виникла паралельно «лапі» (Лапачі, лапати, ловити), очевидно, вже у старослов'янську добу, княжі часи. Поняття перейшло у такій формі, на органи людини (руки, ноги), та згодом на водяний потік, який бере свій початок на Підгорецькій височині. У ній слово збереглось в усній вимові і дійшло до наших часів. Старожили хутора казали: «Помий свої лаби». Оскільки для старослов'янської мови у назвах предметів побуту, явищ природи, городищ характерне закінчення (ць) (ганець, стрілець, місяць, горнець, Овруць, Корець), то свою назву і отримав хутір Лабаць. Вона збереглась в усній виливі старожилів, та людей старшого покоління. Всі вищеназвані поняття, тлумачення пов'язані з водою, болотами (мале Полісся). Про це переконливо свідчить назва сусіднього села Заболотці (село за болотами, на пагорбі).
У книзі лабачанина історика-краєзнавця І. В. Паламара «Соколівка у спогадах» можна знайти подібне до назви хутора прізвище вчителя часів о. В.Кальби — Броніслава Лаби. Можливо, що його предки могли мати відношення до назви нашої місцевості (в архівних документах власників Соколівки воно не фігурує), як і те, що прізвище чеського походження (відомий в минулому чеський хокеїст Лаба). Справа в тому, що Лабач з часу свого виникнення, та заснування Бродів, завжди був підпорядкований владі останніх, а також с. Пониковиця та Чехи (тепер с. Лугове), яке пов'язують з представниками чеської нації.
Діаметр старих лип на місці колишнього фільварку дає підстави зробити висновок: тут знаходились будівлі знищені козаками чи місцевими жителями в ході визвольної війни.
Серед усіх прізвищ хуторян найчисельніше Біда. Воно характерне для східної частини (в тому числі відокремленої від хутора Рудки). Західну половину обживали мешканці з прізвищем Гогоша. Останні вважають себе нащадками представників чеської нації. На прізвищах хуторян Ведровський, Чекальський можна бачити, як змінювалися вони в умовах польської влади.
В часи Австро-Угорської монархії Лабач входив до Бродівського повіту. Власником (управителем) земель був австрієць Шуберт, який поміж різних сільськогосподарських культур вирощував хміль. Кремезні, старі дерева є свідченням, що Лабач задовго до Шуберта був місцем для полювання і всіляких розваг власників Підгорецького і Олеського замків. Збереглись два хрести з чавунним розп'яттям куплені на кошти родини  П. Шаха, На карті того часу позначено річку, яка впадає в р. Стир. При будівництві залізниці від Львова до Радивилова, залізничне полотно повинно було проходити неподалік Лабача, та жидівська громада, боячись втратити торгові прибутки, переконала малограмотних селян не віддавати землі. Колію проклали ближче до села Кути.
Неподалік моста знаходилась могила австро-угорських жовнірів. Численні знахідки металевих гільз, багнетів і навіть вогнепальної зброї свідчать про кровопролитні бої між російською та австро-угорськими арміями. В австро-угорське військо мобілізували і лабачан Біду Івана, Біду Семена, Бабінського Федора. Останній пройшов з боями до півдня Італії, двоє повернулись додому інвалідами. За розповідями очевидців бронепоїзд обстрілював Лабач із станції Кути, вибухи снарядів спостерігали на хуторі Сокіл. Дійшли до наших днів рядки тужливої пісні про ту війну «Летіла куля через гору, та й ударила у грудь мою…».
З поразкою у війні та розпадом Австро-Угорської імперії землі хутора опинились знову під польською владою. На фільварку Шуберта поселився поляк Ціславський. Місцеве населення було задіяне у заготівлі сіна для військових частин (кавалерії). Для осушення сінокосів існувала «Спілка водна». Робітники прокопували неглибокі канави і доглядали за ними. Бідність і безробіття змусили наших земляків шукати кращу долю в інших державах. У Франції опинився Петро Скорик. У далеку Канаду виїхали Біда Степан, Біда Михайло, Чекальський Семен, Гайвась Микола, Рига Іван. Для останнього земля за океаном стала другою Батьківщиною.
Повернувшись із заробітків, селяни купували землі та лісові ділянки, будівельні матеріали, оплачували навчання дітей. У Бродівській гімназії навчався Микола Чекальський, в Олеській школі торгівлі здобував освіту В.Біда. Німецько-польська та Друга світова війни змусили хуторян одягнути військову форму. Перенесли важкий тягар і страхіття війни дев'ятеро лабачан, одинадцятьох відправили на примусові роботи в Німеччину. Лабач тричі був спалений. На початку війни німецька військова частина підбила і підірвала радянський танк. Згоріло декілька хат західної околиці. Двічі Лабач палахкотів через бойові дії воїнів УПА з працівниками НКВС. Від пожежі вдалось врятувати одну будівлю. У тій «завірюсі» згорів у власному будинку сільський скрипаль Данило Колосовський. У с. Пеняки (Бродівщина) були розстріляні Михайло Ленчук, Ілько Біда, Володимир Скорик. Родини повстанців репресували і відправляли в Сибір. В одній тюремній їдальні харчувались лабачанин В.Біда і блаженний Й.Сліпий.
Під час «Бродовського котла» авіація скинула смертоносний вантаж поблизу хутора. Загинули і отримали поранення люди і свійські тварини. У післявоєнний період за довголітню і сумлінну працю в колективному господарстві чимало лабачан нагороджено урядовими нагородами. Прізвища хуторян Біда, Паламар, Макогін, Нечай, Гриценко свідчать, що вони нащадки козаків з часів визвольних змагань під проводом Б.Хмельницького.
(Матеріали зібрав та узагальнив М. В. Гриценко)

## Відомі люди
- Котула Іван — командир сотні УПА «Дружинники 2», командир ТВ-11 «Пліснисько», лицар Бронзового хреста бойової заслуги УПА. Загинув поблизу села.
- І.В. Паламар